# Val-d’Auge
Val-d’Auge – gmina we Francji, w regionie Nowa Akwitania, w departamencie Charente. W 2013 roku liczba ludności wynosiła 830 mieszkańców. 
Gmina została utworzona 1 stycznia 2019 roku z połączenia czterech ówczesnych gmin: Anville, Auge-Saint-Médard, Bonneville oraz Montigné. Siedzibą gminy została miejscowość Auge-Saint-Médard. 